# Мирослав Водовник
Мирослав „Миран“ Водовник (Марибор, 11. септембар 1977) био је словеначки атлетичар, чија је специјалност била бацање кугле.

## Спортска биографија
Водовник је као перспективан млади бацач кугле у Новој Горици 1993.
резултатом 18,23 метра поставио нови јуниорски рекорд Словеније (кугла 6 кг).
Од 2003. је сталин члан словеначке репрезентације и учесник најважнијих међународних такмичења. Двоструки је учесник Летњих оимпијских игара 2004. у Атини и 2008. у Пекингу. Резултати које је постизао нису били довољни да се на тим такмичењима пласира у финале осим на Светском првенству 2009. у Берлину када је био осми.
На такмичењу у Европском купу 2008. у Солуну постигао је словеначки рекорд од 20,78 метара.
Од активног бављења атлетиком опростио се 2011. године.

## Значајнији резултати
| Година | Такмичење                    | Место      | Пласман | Резултат | Детаљи |
| ------ | ---------------------------- | ---------- | ------- | -------- | ------ |
| 2003   | Светско првенство            | Париз      | 22      | 19,23 м  |        |
| 2004   | Светско првенство у дворани  | Будимпешта | 12º     | 19,83 м  |        |
| 2004   | Олимпијске игре              | Атина      | 11º     | 19,34 м  |        |
| 2005   | Медитеранске игре            | Алмерија   | 4º      | 19,21 м  |        |
| 2005   | Светско првенство            | Хелсинки   | 20º     | 19,28 м  |        |
| 2006   | Светско првенство у дворани  | Москва     | 14º     | 19,37 м  |        |
| 2007   | Европско првенство у дворани | Бирмингем  | 7º      | 19,46 м  |        |
| 2007   | Светско првенство            | Осака      | 6º      | 20,67 м  |        |
| 2008   | Светско првенство у дворани  | Валенсија  | 11º     | 19,94 м  |        |
| 2008   | Олимпијске игре              | Пекинг     | 20º     | 19,81 м  |        |
| 2009   | Светско првенство            | Берлин     | 8º      | 20,50 м  |        |
| 2010   | Светско првенство у дворани  | Доха       | 15º     | 19,82 м  |        |
| 2010   | Европско првенство           | Барселона  | 20      | 18,42 м  |        |
| 2011   | Европско првенство у дворани | Париз      | 17      | 18,76 м  |        |

## Лични рекорди
на отвореном
- Кугла 6 кг : 18,23 м НЈР Нова Горица 20. јул 1996.
- Кугла: 20,76 м НР Солун 17. јун 2006.
- Диск: 53,61 м Марибор 29. мај 2004.

у дворани
- Кугла:20,41 м НР Словенска Бистрица 22. фебруар 2008.